# Pascal Popelin
Pascal Popelin est un homme politique français, né le 27 février 1967 dans le 19e arrondissement de Paris. Membre du Parti socialiste, il est député de la 12e circonscription de la Seine-Saint-Denis de 2012 à 2017, puis devient dirigeant de sociétés.

## Biographie

### Études et sport
Ancien élève (non diplômé) de l’Institut d'études politiques de Paris (Sciences Po) et titulaire d'une maîtrise de droit public (1989). 
Champion de France de fleuret masculin minime (1982), cadet par équipes avec le Cercle d'Escrime de Livry-Gargan (1984) et junior (1987).

### Carrière, mandats et responsabilités politiques
Chargé de mission au conseil général de la Seine-Saint-Denis à compter du 1er décembre 1988, il est lauréat du concours d'attaché territorial en 1990.
Adhérent au PS (1985-2017), il est secrétaire de la section de Livry-Gargan du Parti socialiste (1990-1994), puis secrétaire fédéral (1992-1996), avant de devenir premier secrétaire de la fédération socialiste de la Seine-Saint-Denis (1998-2007). Membre du Conseil national du PS (1998-2007 puis 2015-2017), il est membre du Bureau national (2000-2007), secrétaire national auprès des fédérations (2000-2003), responsable national chargé des statuts et des contentieux (2003-2005) et secrétaire national adjoint chargé des élections (2005-2007).
En 1994, il est élu conseiller général du canton de Livry-Gargan et devient président de la commission des finances et des affaires économiques (1994-1998) puis président du groupe des élus socialistes (1997-1998). Vice-président du conseil général (1998-2012), il est successivement chargé des politiques départementales en direction des populations âgées, des personnes handicapées et de l'insertion (1998-2008) de l'enfance, de la famille et de la santé (2008-2011) de l'aménagement, du développement économique et métropolitain (2011-2012). Réélu lors des élections cantonales de 2001 (65,3 % au second tour) et de 2008 (51,7 % au premier tour) il démissionne de son mandat de conseiller général le 15 juillet 2012 en raison de son élection à l'Assemblée nationale, laissant son siège à sa suppléante Danièle Marini, adjointe au maire de Livry-Gargan.
En 1995, il est élu au conseil municipal de Livry-Gargan sur la liste de rassemblement de la gauche conduite par Alain Calmat. Adjoint au maire (1995-2008), puis premier adjoint au maire (2008-2014), il est chargé des affaires économiques et rapporteur du budget (1995-2001) puis chargé des finances et des affaires économiques (2001-2014). Il est conseiller municipal d'opposition après la défaite de la liste conduite par Alain Calmat aux élections municipales de 2014 (2014-2017). 
Investi par le Parti socialiste dans la 12e circonscription en 1993 (15 % au premier tour) et en 2007 (46,2 % au second tour), il l'emporte le 17 juin 2012 (54,1 % au second tour) face au sortant UMP Éric Raoult et devient député le 20 juin 2012. Durant la XIVe législature, il est membre de la commission des lois constitutionnelles, de la législation et de l'administration générale de la République. Il est notamment rapporteur de la loi du 3 juin 2016 renforçant la lutte contre le crime organisé, le terrorisme et leur financement, rapporteur de quatre projets de loi prorogeant l'état d'urgence (février, mai, juillet et décembre 2016), rapporteur pour avis des crédits de la mission "sécurités" des lois de finances 2015 et 2016, rapporteur de la commission d'enquête sur le maintien de l'ordre républicain au service de la liberté de manifester (janvier à mai 2015) et rapporteur de plusieurs lois relatives au droit électoral. Porte-parole de son groupe pour la loi du 24 juillet 2015 relative au renseignement, il est membre de la première Commission nationale de contrôle des techniques de renseignement (CNCTR) de 2015 à 2017. Il est également président du groupe d’amitié France-Israël à l'Assemblée nationale de 2016 à 2017.
Il ne parraine aucun candidat pour l'élection présidentielle de 2017 et annonce en avril 2017 son retrait de la vie politique. 
Depuis novembre 2017, il est directeur général de la SEM Sequano Aménagement, fonction à laquelle s'ajoute depuis janvier 2019 celle de président de la SAS Séquano résidentiel, filiale de Séquano Aménagement chargée de développer des opérations de co-promotion immobilière. 

### Responsabilités dans le domaine de l'eau
Pascal Popelin a été vice-président du SEDIF (2001-2014). En 2008, il se prononce contre la reconduction du contrat de délégation du SEDIF à Veolia.
Il a été administrateur à l'Agence de l'Eau Seine-Normandie (2005-2012), vice- président (1998-2001) puis président (2001-2012) des Grands lacs de Seine devenu en 2011 l’Établissement public territorial de bassin Seine Grands Lacs, administrateur (1998-2000) puis vice-président (2000-2004) du SIAAP . 
Le 3 décembre 2009, il publie le livre Le jour où l'eau reviendra aux éditions Gawsewitch, consacré à la crue centennale de la Seine en 1910, aux actions engagées durant un siècle, à ce qui se produira lors de la prochaine crue majeure et à ce qui pourrait être encore fait pour en atténuer les effets.

## Sources
1. ↑  Assemblée Nationale, « Composition du groupe d'amitié France-Israël au 15 juin 2016 - 14ème législature - Assemblée nationale », sur www2.assemblee-nationale.fr (consulté le 28 juin 2016)
2. ↑  Sébastien Thomas, « Seine-Saint-Denis : quel candidat à la présidentielle votre élu a-t-il parrainé ? », leparisien.fr, 19 mars 2017 (consulté le 22 mars 2017)
3. ↑  Sébastien Thomas, « Législatives : Pascal Popelin met un terme à sa carrière politique », leparisien.fr, 7 avril 2017 (consulté le 10 avril 2017)
4. ↑  « Pascal Popelin, nommé à la tête de Séquano Aménagement », tvmestparisien.tv, 23 novembre 2017 (consulté le 21 décembre 2017)
5. ↑  « intervention de Pascal Popelin PS Premier adjoint au maire de Livry-Gargan Vice-président du Syndicat des eaux d’Ile-de-France » [archive du 19 avril 2019], acme-eau.org (consulté le 21 décembre 2017)
6. ↑  « Acteur de la politique de l’eau », Blog de Pascal Popelin (consulté le 30 novembre 2008)
7. ↑  Description du livre sur le site de l'éditeur